# 여자의 일생 (1883년 소설)

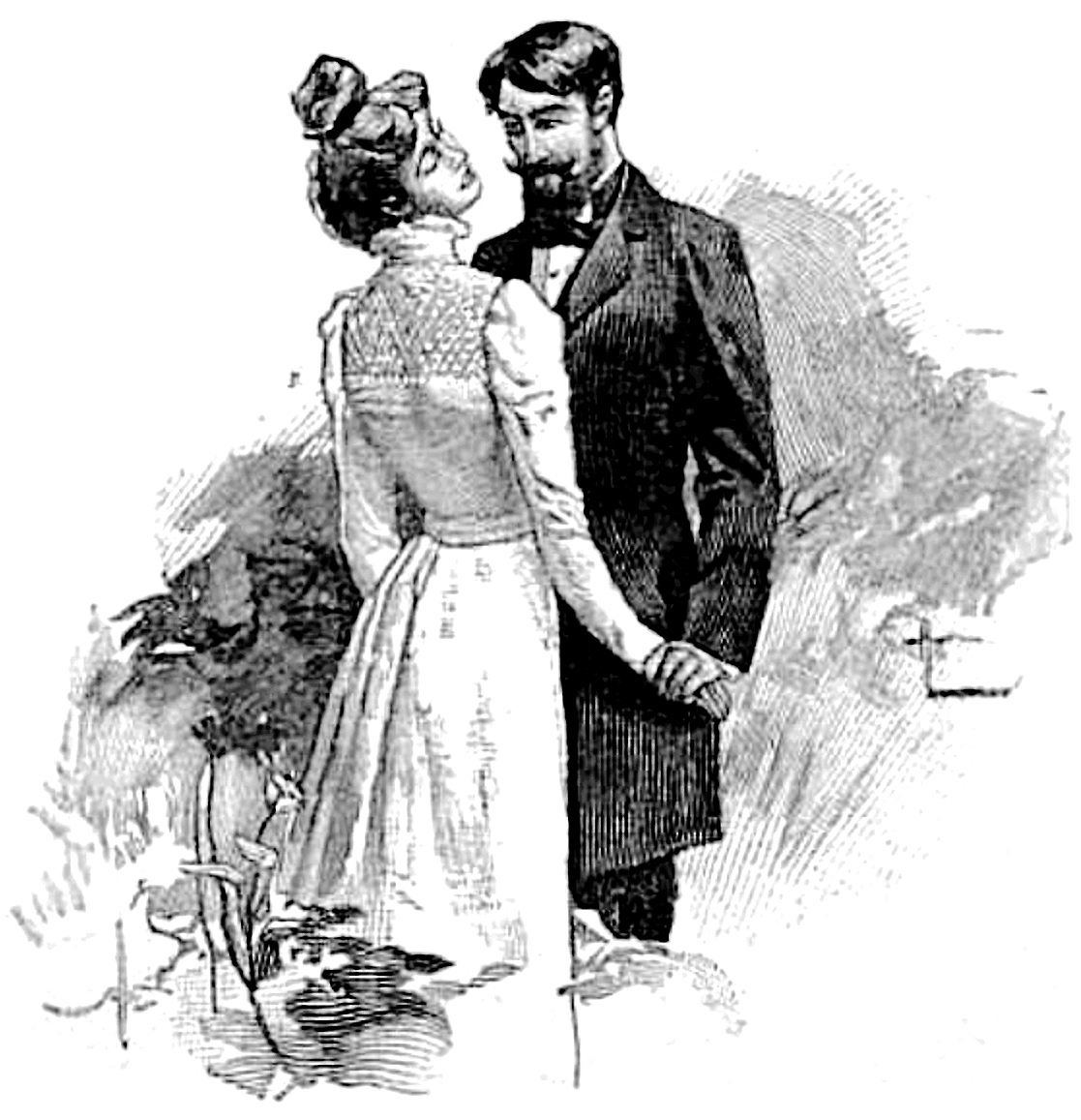

《여자의 일생》(Une Vie)은 1883년 기 드 모파상이 발표한 장편소설이다. 작자의 장편 중 최고의 걸작으로 평가받는다. 한 귀족 여성의 평범하고도 고난에 찬 일생을 그 부제가 가리키는 것처럼 <조그마한 진실>로써 사랑과 미움의 근본문제와 대결시킨다.
순진하고 착하게 성장한 여주인공 잔느는 라마르 자작과 결혼하였으나 품행이 난잡한 남편에게 버림을 받아 어두운 인생길을 걷는다. 남편은 식모 로자리에게 임신하게 하고 끝내는 그런 정사(情事) 때문에 죽음을 당한다. 양친과 식객인 숙모와도 사별(死別)한 그녀는 외아들 폴에게조차 버림을 받고 늙은 로자리에게 구원되나 자택도 남에게 넘어가 고독한 일생을 영위한다. 그래서 몸도 마음도 지친 그녀의 품에는 그녀도 모르는 여자가 낳은 폴의 딸만 남는다.
퇴색한 인생에서 한결 두드러진 것은 욕망과 잔학(殘虐)이다. 그 희생자인 잔느의 모습을 가혹할 정도로 묘사하면서 그 배후에 숨겨진 작가의 따스한 동정은 주목할 만하다.